# مردة الستارة
المِرَدّة هي حبل زينيّ يشد به خصر الستارة إلى جانب النافذة.